# Monacilioni
Monacilioni ist eine Gemeinde (comune) in der italienischen Region Molise und der Provinz Campobasso. Die Gemeinde liegt in den Apenninen etwa 13 Kilometer ostnordöstlich von Campobasso und hat 464 Einwohner (Stand 31. Dezember 2023).

## Verkehr
Entlang des nördlichen Randes der Gemeinde verläuft die Strada Statale 87 Sannitica von Termoli nach Benevento.